# HNK Orašje
HNK Orašje (Hrvatski nogometni klub Orašje) ist ein bosnisch-herzegowinischer Fußballverein aus Orašje und spielt aktuell in der zweithöchsten Spielklasse des Landes, der Prva Liga.
Die Heimspiele werden im  Gradski Stadion Orašje ausgetragen, das eine Kapazität von über 3000 Plätzen hat.
Die Teamfarben des 1966 gegründeten Vereins sind dem kroatischen Wappen entnommen Rot und Weiß. 1998 wurde HNK Orašje Meister in der Ersten Liga der Herceg-Bosna, damals eine von drei parallelen Ligen in Bosnien-Herzegowina. In der Saison 2005/06 wurde HNK Orašje bosnisch-herzegowinischer Pokalsieger und spielte somit 2006/07 im UEFA-Cup.